# Мансветов, Григорий Иванович
Григорий Иванович Мансветов (28 января 1777, Тобольск, Тобольская губерния, Российская империя — 12 ноября 1832, Санкт-Петербург, Российская империя) — учёный-богослов, духовный писатель, Обер-священник русской армии и флота с 19 сентября 1827 г. по 12 ноября 1832 г., Член Императорской Российской Академии, придворный протоиерей, член Святейшего Синода. Награждён орденами Святой Анны 2-й и 3-й степени, палицей.

## Биография
Родился в городе Тобольске. Сын священника Тобольской градской Андреевской церкви. Родовая фамилия его была не Мансветов, а Мисюрев; переменена она была во время обучения его в семинарии, по распоряжению начальства, которое пожелало обозначить фамилией отличавшее его от всех других качество: кротость и незлобие («mansuetus» в переводе с лытыни означает — кроткий, скромный).
Обучался Григорий Мансветов в Тобольской семинарии и Санкт-Петербургской Александро-Невской Академии, и, по окончании курса, с 1788 г. состоял в первой из них учителем высшего красноречия, математики и немецкого языка.
Женившись на дочери Тобольского купца Анне Седых, одновременно с поступлением на службу в семинарию, Григорий Иванович принял священный сан и 9 сентября 1799 г. был рукоположен в дьякона к Тобольской Михаило-Архангельской церкви.
В 1803 г. высокопреосвященный Антоний (Знаменский) назначил Г. Мансветова священником к местному кафедральному собору и сверх того членом консистории и цензором проповедей.
1 июля 1812 г., по личному выбору обер-священника Озерецковского, Григорий Мансветов был определён учителем словесных наук и греческого языка в Армейскую семинарию,
В 1816 г. возведен в сан протоиерея семинарской церкви, при которой оставался до закрытия семинарии.
В начале 1819 года поступил законоучителем высших классов гимназии и учительского института; 5 июля того же года был определён к придворному собору. В 1823—1827 годах он — законоучитель 3-й Санкт-Петербургской гимназии.
В 1827 году Императорская Российская Академия за литературные труды почтила Григория Ивановича избранием в свои действительные, а Общество словесности, наук и художеств — в свои почетные члены.
В 1827 г., вступив в управление армейским и флотским духовенством в должности обер-священника, прежде всего занялся пересмотром Инструкции благочинным, составленной обер-священником Моджугинским.
В 1828 г. отредактированная им Инструкция благочинным была одобрена Святейшим Синодом, отпечатана и разослана в военные церкви для руководства. В этом же году Григорий Мансветов сделал распоряжение о постановке сиротских кружек в пользу бедных духовного звания при подведомственных ему церквях. Он много сделал для улучшения материального положения военного духовенства (новый пенсионный устав).
В 1829 г. напутственные речи обер-священника были отпечатаны для всеобщего ознакомления в полках и учебных командах. Вскоре, по Высочайшему повелению, они были напечатаны и выдержали в дальнейшем четыре издания.
Умер 12 ноября 1832 г. Похоронен на Смоленском православном кладбище. Преемником ему был назначен в том же году протоиерей Кутневич, Василий Иванович.

## Литературные труды
Время службы в семинарии и в придворном ведомстве составляет самый плодотворный период его духовно-нравственных сочинений.
- В 1814 г. он издал известное любителям духовного чтения сочинение «Училище благочестия, или Примеры христианских добродетелей, выбранные из житий святых» в 6 частях, которое выдержало более 15 изданий.
- В 1825 г. он издал сочинение из 26 глав: «Обязанности домашнего общества, по разуму исполнителей Слова Божия — древних христиан», которое посвящено юношам и девицам, возрастающим под покровительством Государынь Императриц Елизаветы Алексеевны и Марии Фёдоровны, во спасение души.
- «Краткое изъяснение на литургию»:
  - Первое издание — 1822 год (172 страницы);
  - Второе издание — 1825 год (172 стр.);
  - Третье издание — 1837 год (140 стр.);
  - Четвертое издание — 1846 год (93 стр.);
  - Пятое издание — 1853 год (94 стр.);
  - Шестое издание — 1856 год (96 стр.);
  - Седьмое издание — 1858 год (96 стр.);
  - Восьмое издание — 1862 год (96 стр.);
  - Девятое издание — 1894 год (87 стр.);

## Награды
- Орден Святой Анны 2-й ст. (02.02.1826, алмазы 22.06.1828)
- Орден Святого Владимира 3-й ст. (12.04.1830)